# Садовский сельсовет (Тамбовский район)
Садо́вский сельсове́т — сельское поселение в Тамбовском районе Амурской области.
Административный центр — село Садовое.

## История
11 июня 2005 года в соответствии с Законом Амурской области № 29-ОЗ муниципальное образование наделено статусом сельского поселения.

## Население
| 2002  | 2010  | 2011  | 2012  | 2013  | 2014  | 2015  |
| ----- | ----- | ----- | ----- | ----- | ----- | ----- |
| 2282  | ↘2107 | →2107 | ↘2070 | ↘1987 | ↘1928 | ↘1909 |
| 2016  | 2017  | 2018  | 2021  |       |       |       |
| ↗1913 | ↘1911 | ↘1898 | ↗1912 |       |       |       |

## Состав сельского поселения
| № | Населённый пункт | Тип населённого пункта       | Население |
| - | ---------------- | ---------------------------- | --------- |
| 1 | Лозовое          | село                         | ↘821      |
| 2 | Орлецкое         | село                         | ↗212      |
| 3 | Садовое          | село, административный центр | ↘865      |